# Opeatocerata stubbsi
Opeatocerata stubbsi är en tvåvingeart som beskrevs av Smith 1989. Opeatocerata stubbsi ingår i släktet Opeatocerata och familjen dansflugor. Inga underarter finns listade i Catalogue of Life.